# 大岳宗正
大岳 宗正（だいがく むねまさ、1965年4月14日 - ）は、滋賀県草津市出身で時津風部屋に所属した元大相撲力士。本名は横江 英樹（よこえ ひでき）。身長185cm、体重148kg。得意手は押し、左四つ、寄り。最高位は西十両2枚目（1992年3月場所）。血液型はB型。

## 来歴
自動車修理業の長男で、小学校時代には柔道、中学校時代にはサッカーを経験し、スポーツ万能として鳴らした。中学3年のときから相撲を始め、団体で大会に出場して優勝を果たし、高校1年のときに国民体育大会に出場した。時津風部屋の幕下力士が噂を聞いたことにより高校を2年で中退し、1983年3月に時津風部屋に入門した。相撲の経験が豊富だったため順調に出世し1991年1月場所に新十両。十両昇進後は安定した成績を残し、1991年11月場所に見事十両優勝を果たした。新入幕が期待されたが、ケガなどのため以降精彩を欠き、1993年1月場所には幕下に陥落。以降も自分の相撲が取れず三段目まで陥落し、同年9月場所限りで28歳で引退した。引退後は地元・滋賀県草津市で相撲料理店「ちゃんこ大岳」を開店している。1994年、3年前に巡業先の神奈川県横須賀市で出会った元タレントの深野晴美と結婚したが、のちに離婚している。

## 主な成績
- 生涯成績：268勝224敗45休  勝率.545
- 十両成績：77勝79敗24休  勝率.494
- 現役在位：64場所
- 十両在位：12場所
- 各段優勝
  - 十両優勝：1回（1991年11月場所）
  - 平成期において十両優勝を達成しながら、幕内を経験することなく引退した唯一の関取である。昭和期においては年6場所制が定着した1958年以降、1983年5月場所の栃泉、1988年5月場所の秀ノ花が十両優勝を達成しながら入幕を果たすことなく引退している。それ以前には九州場所が本場所に昇格した1957年11月場所に最初の優勝者となった佐賀光は、幕内に昇進することなく若者頭に転身した。

### 場所別成績
| | 一月場所 初場所（東京） | 三月場所 春場所（大阪） | 五月場所 夏場所（東京） | 七月場所 名古屋場所（愛知） | 九月場所 秋場所（東京）   | 十一月場所 九州場所（福岡） |
| --- | ----------------------- | ----------------------- | ----------------------- | --------------------------- | ------------------------- | --------------------------- |
| 1983年 （昭和58年） | x                       | （前相撲）              | 東序ノ口11枚目 6–1      | 西序二段88枚目 6–1          | 西序二段21枚目 5–2        | 西三段目77枚目 2–5          |
| 1984年 （昭和59年） | 西三段目99枚目 5–2      | 東三段目66枚目 4–3      | 東三段目45枚目 2–5      | 東三段目71枚目 4–3          | 東三段目53枚目 2–5        | 西三段目85枚目 5–2          |
| 1985年 （昭和60年） | 東三段目49枚目 4–3      | 西三段目36枚目 5–2      | 東三段目7枚目 3–4       | 東三段目21枚目 3–4          | 西三段目34枚目 3–4        | 東三段目47枚目 4–3          |
| 1986年 （昭和61年） | 西三段目29枚目 5–2      | 東三段目筆頭 3–4        | 東三段目15枚目 5–2      | 西幕下48枚目 4–3            | 東幕下35枚目 4–3          | 西幕下27枚目 5–2            |
| 1987年 （昭和62年） | 東幕下17枚目 6–1        | 東幕下4枚目 1–6         | 西幕下32枚目 4–3        | 東幕下22枚目 4–3            | 東幕下17枚目 4–3          | 東幕下9枚目 4–3             |
| 1988年 （昭和63年） | 西幕下5枚目 4–3         | 東幕下2枚目 4–3         | 西幕下筆頭 3–4          | 西幕下5枚目 2–5             | 西幕下16枚目 2–5          | 西幕下38枚目 2–5            |
| 1989年 （平成元年） | 西幕下59枚目 5–2        | 東幕下41枚目 5–2        | 西幕下24枚目 4–3        | 西幕下17枚目 3–4            | 西幕下23枚目 4–3          | 西幕下15枚目 6–1            |
| 1990年 （平成2年） | 西幕下5枚目 5–2         | 西幕下筆頭 4–3          | 東幕下筆頭 3–4          | 東幕下4枚目 3–4             | 西幕下8枚目 6–1           | 西幕下2枚目 6–1             |
| 1991年 （平成3年） | 西十両11枚目 8–7        | 東十両8枚目 8–7         | 西十両5枚目 6–9         | 東十両10枚目 8–7            | 西十両7枚目 6–9           | 東十両9枚目 優勝 10–5       |
| 1992年 （平成4年） | 西十両4枚目 8–7         | 西十両2枚目 5–10        | 東十両8枚目 10–5        | 西十両2枚目 3–3–9           | 西十両11枚目 休場 0–0–15  | 西十両11枚目 5–10           |
| 1993年 （平成5年） | 東幕下5枚目 休場 0–0–7  | 東幕下45枚目 5–2        | 西幕下27枚目 3–4        | 西幕下34枚目 休場 0–0–7     | 西三段目14枚目 引退 0–0–7 | x                           |
| 各欄の数字は、「勝ち-負け-休場」を示す。 優勝 引退 休場 十両 幕下 三賞：敢=敢闘賞、殊=殊勲賞、技=技能賞 その他：★=金星 番付階級：幕内 - 十両 - 幕下 - 三段目 - 序二段 - 序ノ口 幕内序列：横綱 - 大関 - 関脇 - 小結 - 前頭（「#数字」は各位内の序列） |                         |                         |                         |                             |                           |                             |

## 改名歴
- 横江 英樹（よこえ むねまさ）1983年3月場所-1985年7月場所
- 大岳 宗正（だいがく-）1985年9月場所-1993年9月場所